# Juraj Palkovič (Schriftsteller)

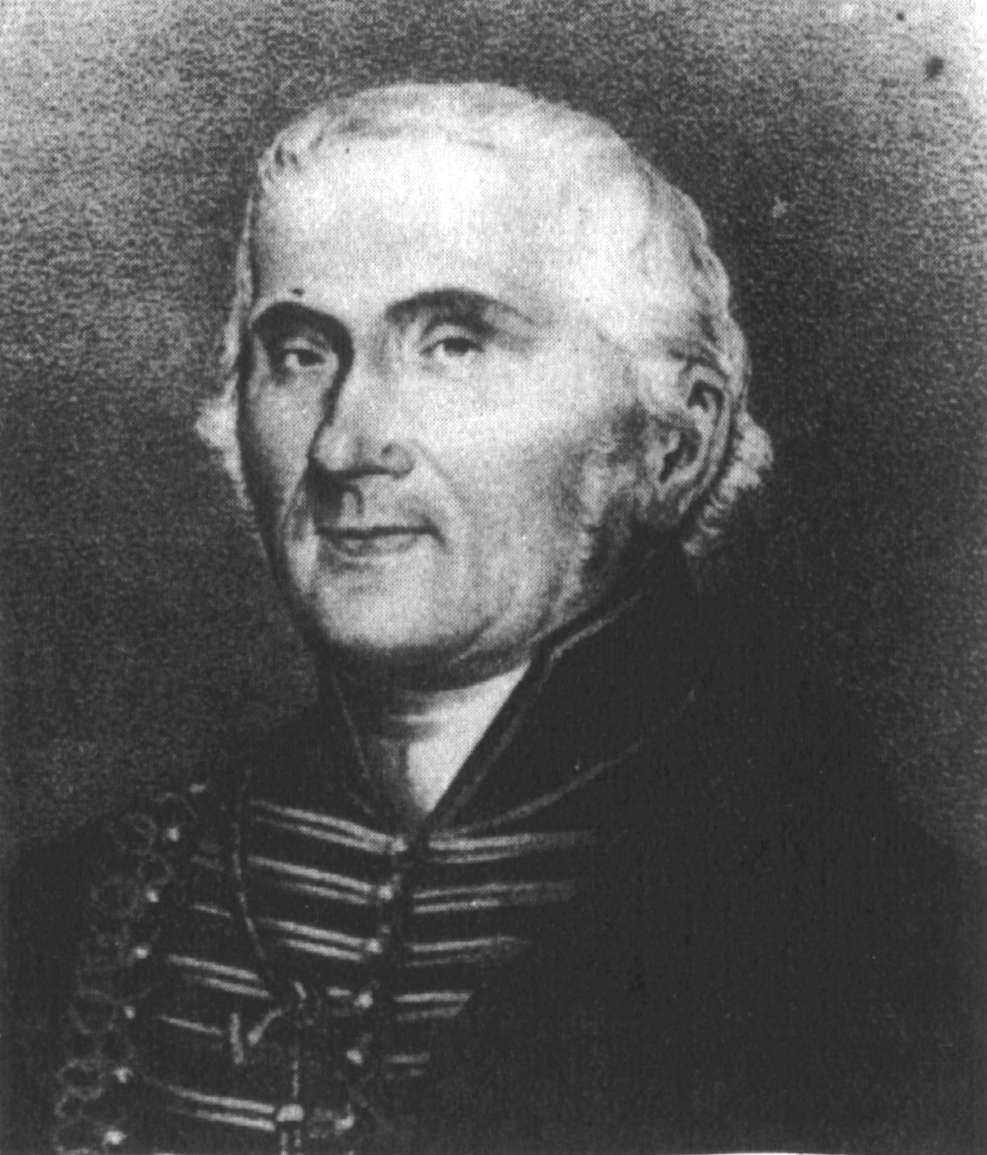
Juraj Palkovič

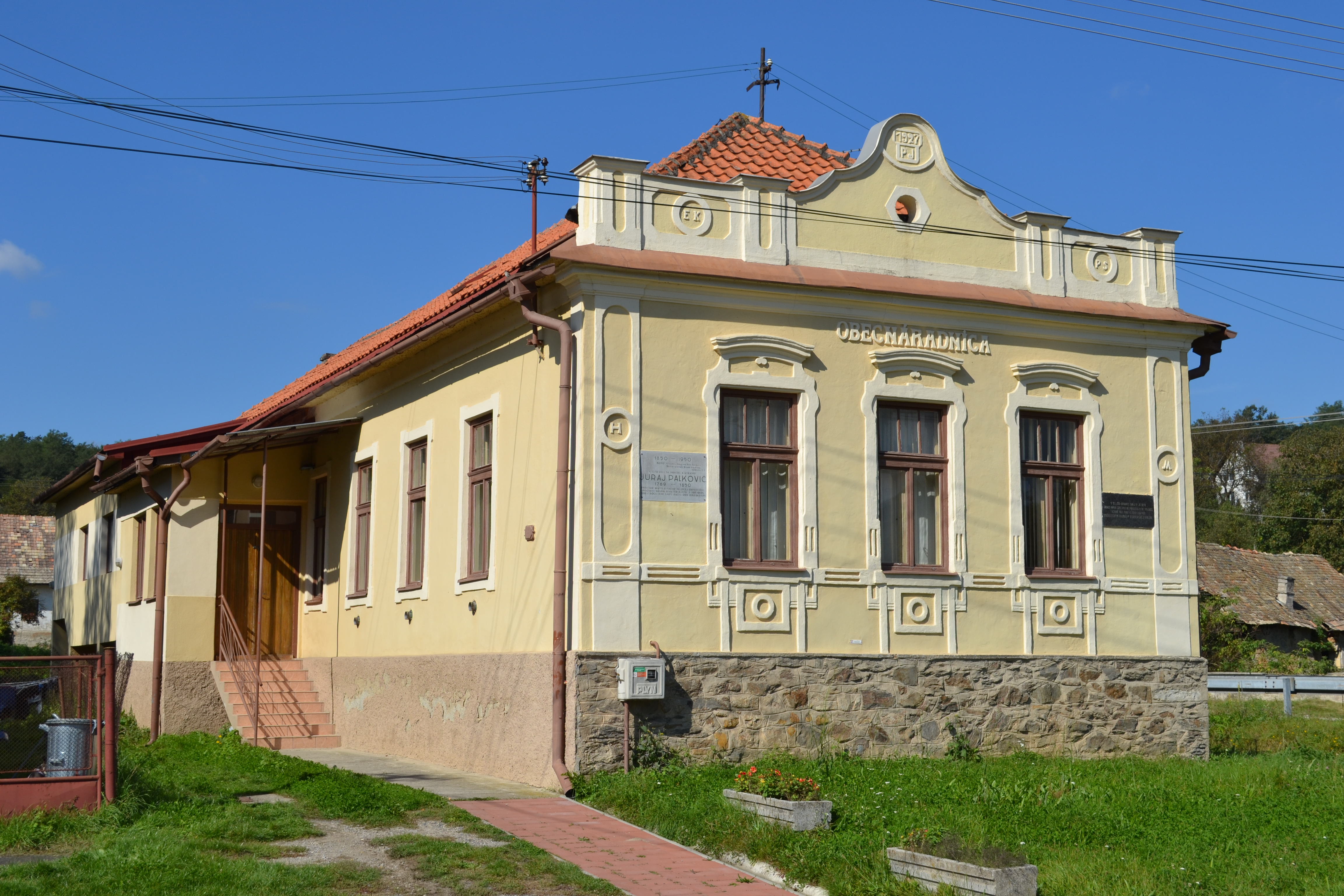
Geburtshaus von Juraj Palkovič in Rimavská Baňa

Juraj Palkovič (Pseudonym: Palkovich de Senkvicz; * 27. Februar 1769 in Rimavská Baňa, Kleinhont, Königreich Ungarn, heute Slowakei; 13. Juni 1850 in Pressburg) war ein slowakischer Schriftsteller, Übersetzer, Publizist und Professor.

## Werdegang
Als Kind einer Familie aus dem niederen Adel erhielt Palkovič seine Ausbildung im Heimatort und weiter an den Gymnasien in Ožďany (1782–84, Schwerpunkt Grammatik und Syntax), Dobschau (1784–86, Schwerpunkt Rhetorik) und am evangelischen Lyzeum in Ödenburg (1786–90). Gleich danach wurde er Verwalter der Schule im kleinen Ort Budikovany, um Geld für seine Hochschulstudien zu verdienen. Seine Hochschuljahre verbrachte er an der Universität zu Jena (1792–94). Nach der Rückkehr aus Jena wirkte er zuerst als Professor am Gymnasium in Lučenec (1794–96) und ab 1803 bis zu seinem Tod lehrte er am Lehrstuhl der tschechisch-slowakischen Sprache und Literatur am Evangelischen Lyzeum in Pressburg. Dort unterrichtete Palkovič nicht nur tschecho-slowakische Grammatik, sondern auch Literaturgeschichte in Verbindung mit polnischen, russischen und serbischen Sprachen. Von 1832 bis 1836 war er Abgeordneter für die Stadt Karpfen im ungarischen Landtag.

## Publizistik
Von 1805 bis 1848 gab Palkovič jährlich Bauernkalendarien, die neben reinem Jahresverlauf auch neueste Forschungsberichte, Propagierung von modernen Landwirtschaftstechniken und Belletristik beinhalteten, heraus. Nach jahrelangen Versuchen wurde ihm 1811 ein Erlaubnis zur Herausgabe seiner schwerpunktmäßig auf Landwirtschaft orientierten Wochenzeitung Týdenník gegeben und war als deren Redakteur bis 1818 tätig. Des Weiteren gab es Werke slowakischer und tschechischer Autoren, Literatur zur Heilkunde, kirchliche Stücke sowie Schulbücher heraus. 1832 begann er mit Publikation der ersten slowakischen Literaturzeitschrift Tatranka, wo 1841 der noch junge Ľudovít Štúr erste Stücke publizierte. Als Verfechter eines auf biblischen Tschechischen basierenden slowakischen Sprachstandards und der sprachlichen Einigkeit von Böhmen, Mährern und Slowaken geriet Palkovič in Konflikt mit Vertretern der aufkommenden Generation um Ľudovít Štúr, die eine neue, auf mittelslowakischen Dialekten basierenden Kodifikation der slowakischen Sprache verwendeten, auch wenn er andererseits Štúrs Bemühungen um eine slowakische politische Zeitung unterstützte.

## Werke (Auswahl)
Dichtung
- 1798: Zpěvopanna ze slovenských hor (nicht herausgegeben)
- 1801: Múza zo slovenských hor

Theaterstücke
- 1800: Dva buchy a tri šuchy (einziges auf Slowakisch verfasstes Werk)

Wörterbücher
- 1821: Böhmisch-Deutsch-Lateinisches Wörterbuch (sein Lebenswerk, mit slowakischen Wendungen)

Übersetzungen
Zu seinen Übersetzungen gehört die erste Übersetzung von Homers Ilias (als Iliada) ins Slowakische.
Andere
- 1827: Abkunft der Magyaren[1]
- 1830: Bestreitung der Neuerungen in der böhmischen Ortographie